# Bud Palmer
John S. "Bud" Palmer (Hollywood, California, 14 de septiembre de 1921-West Palm Beach, Florida, 19 de marzo de 2013) fue un jugador de baloncesto estadounidense que disputó tres temporadas en la BAA. Con 1,93 metros de estatura, jugaba en la posición de ala-pívot. Está considerado como uno de los precursores del tiro en suspensión.

## Trayectoria deportiva

### Universidad
Jugó durante su etapa universitaria con los Tigers de la Universidad de Princeton, siendo el máximo anotador de la Ivy League en 1943, promediando 14,2 puntos por partido, y siendo incluido en el mejor quinteto de la conferencia.

### Profesional
Fichó en 1946 por los New York Knicks de la BAA, donde jugó tres temporadas, siendo en todas ellas uno de los máximos anotadores del equipo. La mejor de todas fue la 1947-48, en la cual promedió 13,0 puntos por partido, acabando como el octavo mejor anotador de la liga. Tras retirarse, fue comentarista de televisión.

#### Estadísticas en la BAA

##### Temporada regular
| Temporada | Edad | Equipo          | Liga | P   | TC  | TCA  | %TC  | R.OF. | R.DEF. | REB  | ASIS | FP  | PTS  |
| 1946-47   | 25   | New York Knicks | BAA  | 42  | 3.8 | 12.4 | .307 | 1.9   | 2.9    | .669 | 0.8  | 2.6 | 9.5  |
| 1947-48   | 26   | New York Knicks | BAA  | 48  | 4.7 | 14.8 | .315 | 3.6   | 4.9    | .744 | 0.9  | 3.1 | 13.0 |
| 1948-49   | 27   | New York Knicks | BAA  | 58  | 4.1 | 11.8 | .350 | 4.0   | 5.3    | .762 | 1.9  | 3.6 | 12.3 |
| Total     |      |                 | BAA  | 148 | 4.2 | 12.9 | .326 | 3.3   | 4.5    | .739 | 1.3  | 3.1 | 11.7 |

##### Playoffs
| Temporada | Edad | Equipo          | Liga | P  | TCA | TC  | TLA | TL | ASIS | FP | PTS | %TC  | %3P | %FT  | MIN | PTS  | AST |
| 1946-47   | 25   | New York Knicks | BAA  | 5  | 33  | 94  | 12  | 20 | 4    | 8  | 78  | .351 |     | .600 |     | 15.6 | 0.8 |
| 1947-48   | 26   | New York Knicks | BAA  | 3  | 16  | 38  | 10  | 13 | 0    | 17 | 42  | .421 |     | .769 |     | 14.0 | 0.0 |
| 1948-49   | 27   | New York Knicks | BAA  | 6  | 27  | 64  | 27  | 35 | 10   | 31 | 81  | .422 |     | .771 |     | 13.5 | 1.7 |
| Total     |      |                 | BAA  | 14 | 76  | 196 | 49  | 68 | 14   | 56 | 201 | .388 |     | .721 |     | 14.4 | 1.0 |